# Hans-Joachim Peucker
Hans-Joachim Peucker (* 3. Februar 1940) ist ein ehemaliger deutscher Basketballspieler und -trainer.

## Leben und Karriere
Von 1960 bis 1965 studierte Peucker Biologie und Körpererziehung an der Pädagogischen Hochschule Halle. Bis 1964 spielte Peucker bei der Mannschaft des SC Chemie Halle, die Spieler wie Volkhard und Helmut Uhlig, Siegfried Danzke, Dieter Schulze, Manfred Kühn, Axel Straube oder Arno Voigt hervorbrachte. Er nahm mit der Mannschaft am Europapokal teil. Peucker war DDR-Jugendnationalspieler. 1960 gehörte er zum erweiterten Aufgebot der gesamtdeutschen Mannschaft für die Olympischen Sommerspiele. Zum Zeitpunkt, als die Förderung des Basketballsports durch den DDR-Leistungssportbeschluss von 1969 deutlich zurückgefahren wurde, war er DDR-Jugendnationaltrainer. Peucker trägt in Basketballkreisen den Spitznamen „Grille“.
Er war von 1966 bis 1969 als Basketballtrainer an der Kinder- und Jugendsportschule Halle und ab 1969 als Lehrkraft an der Martin-Luther-Universität Halle-Wittenberg (MLU) tätig. Dort war er bis zum Jahr 2003 Leiter des Hochschulsportes. Er leitete unter anderem fast 50 Jahre lang acht und mehr Basketballkurse pro Woche und gab sein Wissen an mehrere Studentengenerationen weiter. Bis in das Jahr 2020 leitete er Basketball-Angebote für Studenten der MLU Halle. Er war Vereinstrainer in Halle sowie der Uni-Auswahl der MLU Halle-Wittenberg, später beim USV Halle. Des Weiteren war er in der Basketballaus und -weiterbildung, als Organisator von Wettkämpfen sowie als Mitglied von Fachgruppen im Kulturministerium tätig. 1990 wurde Peucker als Beauftragter für Studentensport in den Gründungsvorstand des Basketball-Verband Sachsen-Anhalt gewählt. In der Schlussphase der Saison 1991/92 betreute er im Trainergespann mit Hans-Jürgen Pertus die Damen des BC HPW 69 Halle in der Basketball-Bundesliga.